# ولادیمیر گوریایف
ولادیمیر گوریایف (روسی: Владимир Горяев؛ زادهٔ ۱۹ مهٔ ۱۹۳۹) ورزشکار دو و میدانی، و مدیر گروه اهل اتحاد جماهیر شوروی سوسیالیستی است.